# Patric Niederhauser
Patric Niederhauser (ur. 8 października 1991 roku w Münsingen) – szwajcarski kierowca wyścigowy.

## Życiorys

### Początki kariery
Patric karierę rozpoczął w roku 2006, od startów w kartingu. W kwietniu 2010 roku zadebiutował w serii wyścigów samochodów jednomiejscowych – Środkowoeuropejskiej Formule Renault. Szwajcar spisał się bardzo dobrze, będąc w obu wyścigach (na francuskim torze w Dijon) na podium. Pomimo tego Niederhauser zrezygnował z dalszych startów w serii i skupił się na rywalizacji w Formule Abarth. Dzięki znaczącemu progresowi wyników w drugiej połowie sezonu (w ośmiu ostatnich wyścigach sześciokrotnie znalazł się na podium, odnosząc przy tym zwycięstwo z najszybszym czasem okrążenia, w sobotnim starcie, na włoskim torze Varano), Szwajcar zmagania zakończył na 2. miejscu, z dorobkiem ponad stu punktów.
W kolejnym roku startów z zespołem Jenzer Motorsport Niederhauser od początku sezonu rywalizował o tytuł mistrzowski. We włoskim cyklu Patricowi udał się zwyciężyć po tym, jak ośmiokrotnie mieścił się w czołowej trójce, z czego sześć razy na najwyższym stopniu (dwukrotnie sięgnął po pierwsze pole startowe, w Campagnano oraz Varano). W europejskiej klasyfikacji Szwajcar musiał uznać wyższość Rosjanina Sergieja Sirotkina. Kierowca ekipy Jenzer dziewięciokrotnie stawał na podium, w tym pięciokrotnie na pierwszej lokacie (odnotował jedno pole position, na austriackim torze Red Bull Ring).

### Seria GP3
Na sezon 2012 Patric ponownie nawiązał współpracę z zespołem Jenzera, jednak tym razem w wysoko notowanej Serii GP3. 2 zwycięstwa i 4 podia dały mu ostatecznie 7 pozycję w klasyfikacji końcowej.
Niederhauser przedłużył kontrakt z zespołem Jenzer Motorsport na starty w GP3 w sezonie 2013. W ciągu szesnastu wyścigów, w których wystartował, dwukrotnie stawał na podium, ale nigdy nie wygrywał. Z dorobkiem 33 punktów został sklasyfikowany na trzynastej pozycji w klasyfikacji generalnej.
Na sezon 2014 Szwajcar podpisał kontrakt z brytyjską ekipą Arden International. Wystartował łącznie w osiemnastu wyścigach, spośród których w dwóch odniósł zwycięstwa. Był najlepszy w drugich wyścigach w Niemczech i w Soczi. Uzbierał łącznie 62 punkty, które zapewniły mu dziesiąte miejsce w końcowej klasyfikacji kierowców.

### Seria GP2
W roku 2015 Patric zaliczył jednorazowy występ w serii GP2. Reprezentując barwy włoskiej ekipy Lazarus, rywalizację zakończył dwukrotnie na siedemnastej lokacie.

### Wyścigi długodystansowe i GT
W roku 2013 Niederhauser wystartował w 24-godzinnym wyścigu Le Mans w klasie LMP2. W zespole Race Performance partnerował Szwajcarce Rahel Frey oraz Holendrowi Jeroen Bleekemolenowi. Prestiżowy wyścig w swojej klasie zakończyli na 8. miejscu.
W sezonie 2015 startował w serii Lamborghini Super Trofeo, jednakże bez sukcesu.

## Wyniki

### GP2
| Legenda oznaczeń w tabelach wyników Wyświetl szablon na nowej stronie | Legenda oznaczeń w tabelach wyników Wyświetl szablon na nowej stronie                                                                     |
| Oznaczenie                                                            | Wyjaśnienie |
| --------------------------------------------------------------------- | --- |
| Złoty                                                                 | Zwycięzca lub mistrzostwo |
| Srebrny                                                               | 2. miejsce lub wicemistrzostwo |
| Brązowy                                                               | 3. miejsce lub II wicemistrzostwo |
| Zielony                                                               | Ukończył, punktował (w klasyfikacji generalnej, gdy zdobył co najmniej jeden punkt na przestrzeni sezonu, poza trzema powyższymi opcjami) |
| Niebieski                                                             | Ukończył, nie punktował (w klasyfikacji generalnej, gdy nie zdobył co najmniej jednego punktu na przestrzeni sezonu)                      |
| Czerwony                                                              | Nie zakwalifikował się (NZ) |
| Czerwony                                                              | Nie prekwalifikował się (NPK) |
| Różowy                                                                | Nie ukończył (NU) |
| Różowy                                                                | Niesklasyfikowany (NS) (w klasyfikacji generalnej, gdy nie został sklasyfikowany w żadnym wyścigu sezonu)                                 |
| Czarny                                                                | Zdyskwalifikowany (DK) |
| Czarny                                                                | Wykluczony (WYK/EX) |
| Biały                                                                 | Nie wystartował (NW) |
| Biały                                                                 | Kontuzjowany (K/INJ) |
| Biały                                                                 | Wyścig odwołany (OD/C) |
| Bez koloru                                                            | Został wycofany (WYC/WD) |
| Bez koloru                                                            | Nie przybył (NP/DNA) |
| Bez koloru                                                            | Nie brał udziału w treningach (NT/DNP) |
| Bez koloru                                                            | Nie został zgłoszony (–) |
| Pogrubienie                                                           | Start z pole position |
| Kursywa                                                               | Najszybsze okrążenie wyścigu |
| †                                                                     | Nie ukończył, ale jego rezultat został zaliczony ze względu na przejechanie więcej niż 90% dystansu wyścigu.                              |
| *                                                                     | Sezon w trakcie |
| 1/2/3                                                                 | Punktowana pozycja w sprincie kwalifikacyjnym                                                                                             |
| Lista systemów punktacji Formuły 1                                    | |

| Rok  | Zespół             | Wyniki w poszczególnych eliminacjach | Wyniki w poszczególnych eliminacjach | Wyniki w poszczególnych eliminacjach | Wyniki w poszczególnych eliminacjach | Wyniki w poszczególnych eliminacjach | Wyniki w poszczególnych eliminacjach | Wyniki w poszczególnych eliminacjach | Wyniki w poszczególnych eliminacjach | Wyniki w poszczególnych eliminacjach | Wyniki w poszczególnych eliminacjach | Wyniki w poszczególnych eliminacjach | Wyniki w poszczególnych eliminacjach | Wyniki w poszczególnych eliminacjach | Wyniki w poszczególnych eliminacjach | Wyniki w poszczególnych eliminacjach | Wyniki w poszczególnych eliminacjach | Wyniki w poszczególnych eliminacjach | Wyniki w poszczególnych eliminacjach | Wyniki w poszczególnych eliminacjach | Wyniki w poszczególnych eliminacjach | Wyniki w poszczególnych eliminacjach | Punkty | Pozycja |
| ---- | ------------------ | ------------------------------------ | ------------------------------------ | ------------------------------------ | ------------------------------------ | ------------------------------------ | ------------------------------------ | ------------------------------------ | ------------------------------------ | ------------------------------------ | ------------------------------------ | ------------------------------------ | ------------------------------------ | ------------------------------------ | ------------------------------------ | ------------------------------------ | ------------------------------------ | ------------------------------------ | ------------------------------------ | ------------------------------------ | ------------------------------------ | ------------------------------------ | ------ | ------- |
| 2015 | Daiko Team Lazarus | BHR                                  | BHR                                  | ESP                                  | ESP                                  | MON                                  | MON                                  | AUT                                  | AUT                                  | GBR                                  | GBR                                  | HUN                                  | HUN                                  | BEL                                  | BEL                                  | ITA                                  | ITA                                  | RUS                                  | RUS                                  | BHR                                  | BHR                                  | ARE                                  | 0      | 34      |
| 2015 | Daiko Team Lazarus | -                                    | -                                    | -                                    | -                                    | -                                    | -                                    | -                                    | -                                    | -                                    | -                                    | -                                    | -                                    | -                                    | -                                    | 17                                   | 17                                   | -                                    | -                                    | -                                    | -                                    | -                                    | 0      | 34      |

### GP3
| Legenda oznaczeń w tabelach wyników Wyświetl szablon na nowej stronie | Legenda oznaczeń w tabelach wyników Wyświetl szablon na nowej stronie                                                                     |
| Oznaczenie                                                            | Wyjaśnienie |
| --------------------------------------------------------------------- | --- |
| Złoty                                                                 | Zwycięzca lub mistrzostwo |
| Srebrny                                                               | 2. miejsce lub wicemistrzostwo |
| Brązowy                                                               | 3. miejsce lub II wicemistrzostwo |
| Zielony                                                               | Ukończył, punktował (w klasyfikacji generalnej, gdy zdobył co najmniej jeden punkt na przestrzeni sezonu, poza trzema powyższymi opcjami) |
| Niebieski                                                             | Ukończył, nie punktował (w klasyfikacji generalnej, gdy nie zdobył co najmniej jednego punktu na przestrzeni sezonu)                      |
| Czerwony                                                              | Nie zakwalifikował się (NZ) |
| Czerwony                                                              | Nie prekwalifikował się (NPK) |
| Różowy                                                                | Nie ukończył (NU) |
| Różowy                                                                | Niesklasyfikowany (NS) (w klasyfikacji generalnej, gdy nie został sklasyfikowany w żadnym wyścigu sezonu)                                 |
| Czarny                                                                | Zdyskwalifikowany (DK) |
| Czarny                                                                | Wykluczony (WYK/EX) |
| Biały                                                                 | Nie wystartował (NW) |
| Biały                                                                 | Kontuzjowany (K/INJ) |
| Biały                                                                 | Wyścig odwołany (OD/C) |
| Bez koloru                                                            | Został wycofany (WYC/WD) |
| Bez koloru                                                            | Nie przybył (NP/DNA) |
| Bez koloru                                                            | Nie brał udziału w treningach (NT/DNP) |
| Bez koloru                                                            | Nie został zgłoszony (–) |
| Pogrubienie                                                           | Start z pole position |
| Kursywa                                                               | Najszybsze okrążenie wyścigu |
| †                                                                     | Nie ukończył, ale jego rezultat został zaliczony ze względu na przejechanie więcej niż 90% dystansu wyścigu.                              |
| *                                                                     | Sezon w trakcie |
| 1/2/3                                                                 | Punktowana pozycja w sprincie kwalifikacyjnym                                                                                             |
| Lista systemów punktacji Formuły 1                                    | |

| Rok  | Zespół              | Wyniki w poszczególnych eliminacjach | Wyniki w poszczególnych eliminacjach | Wyniki w poszczególnych eliminacjach | Wyniki w poszczególnych eliminacjach | Wyniki w poszczególnych eliminacjach | Wyniki w poszczególnych eliminacjach | Wyniki w poszczególnych eliminacjach | Wyniki w poszczególnych eliminacjach | Wyniki w poszczególnych eliminacjach | Wyniki w poszczególnych eliminacjach | Wyniki w poszczególnych eliminacjach | Wyniki w poszczególnych eliminacjach | Wyniki w poszczególnych eliminacjach | Wyniki w poszczególnych eliminacjach | Wyniki w poszczególnych eliminacjach | Wyniki w poszczególnych eliminacjach | Wyniki w poszczególnych eliminacjach | Wyniki w poszczególnych eliminacjach | Punkty | Pozycja |
| ---- | ------------------- | ------------------------------------ | ------------------------------------ | ------------------------------------ | ------------------------------------ | ------------------------------------ | ------------------------------------ | ------------------------------------ | ------------------------------------ | ------------------------------------ | ------------------------------------ | ------------------------------------ | ------------------------------------ | ------------------------------------ | ------------------------------------ | ------------------------------------ | ------------------------------------ | ------------------------------------ | ------------------------------------ | ------ | ------- |
| 2012 | Jenzer Motorsport   | ESP                                  | ESP                                  | MON                                  | MON                                  | VAL                                  | VAL                                  | GBR                                  | GBR                                  | DEU                                  | DEU                                  | HUN                                  | HUN                                  | BEL                                  | BEL                                  | ITA                                  | ITA                                  |                                      |                                      | 101    | 7       |
| 2012 | Jenzer Motorsport   | 4                                    | 5                                    | NU                                   | 15                                   | 8                                    | 1                                    | 10                                   | 3                                    | 1                                    | 9                                    | 16                                   | 2                                    | 11                                   | 6                                    | 5                                    | NU                                   |                                      |                                      | 101    | 7       |
| 2013 | Jenzer Motorsport   | ESP                                  | ESP                                  | VAL                                  | VAL                                  | GBR                                  | GBR                                  | DEU                                  | DEU                                  | HUN                                  | HUN                                  | BEL                                  | BEL                                  | ITA                                  | ITA                                  | ARE                                  | ARE                                  |                                      |                                      | 33     | 13      |
| 2013 | Jenzer Motorsport   | 2                                    | 3                                    | 13                                   | NU                                   | 15                                   | 11                                   | 12                                   | 8                                    | 25                                   | 15                                   | NU                                   | 9                                    | 8                                    | NU                                   | NU                                   | 15                                   |                                      |                                      | 33     | 13      |
| 2014 | Arden International | ESP                                  | ESP                                  | AUT                                  | AUT                                  | GBR                                  | GBR                                  | DEU                                  | DEU                                  | HUN                                  | HUN                                  | BEL                                  | BEL                                  | ITA                                  | ITA                                  | RUS                                  | RUS                                  | ARE                                  | ARE                                  | 62     | 10      |
| 2014 | Arden International | 10                                   | 9                                    | 10                                   | 6                                    | 13                                   | NU                                   | 12                                   | 6                                    | 6                                    | 1                                    | NU                                   | NU                                   | 13                                   | 19                                   | 8                                    | 1                                    | 7                                    | DK                                   | 62     | 10      |

### Podsumowanie
| Sezon | Seria                                                         | Zespół              | Wyścigi | Zwycięstwa | PP | NO | Podium | Punkty | Pozycja |
| ----- | ------------------------------------------------------------- | ------------------- | ------- | ---------- | -- | -- | ------ | ------ | ------- |
| 2010  | Formuła Abarth                                                | Jenzer Motorsport   | 14      | 1          | 1  | 1  | 6      | 106    | 2       |
| 2010  | Środkowoeuropejska Formuła Renault                            | Jenzer Motorsport   | 2       | 0          | 0  | 0  | 2      | N/A    | NS†     |
| 2011  | Włoska Formuła Abarth                                         | Jenzer Motorsport   | 14      | 6          | 2  | 6  | 8      | 149    | 1       |
| 2011  | Europejska Formuła Abarth                                     | Jenzer Motorsport   | 14      | 5          | 1  | 6  | 9      | 138    | 2       |
| 2012  | Seria GP3                                                     | Jenzer Motorsport   | 16      | 2          | 0  | 1  | 4      | 101    | 7       |
| 2012  | Włoska Formuła 3 - Seria Europejska                           | BVM                 | 9       | 1          | 0  | 1  | 2      | 48     | 11      |
| 2012  | Włoska Formuła 3 - Seria Włoska                               | BVM                 | 3       | 0          | 0  | 0  | 0      | 10     | 13      |
| 2013  | Seria GP3                                                     | Jenzer Motorsport   | 16      | 0          | 0  | 0  | 2      | 33     | 13      |
| 2013  | European Le Mans Series - LMP2                                | Race Performance    | 4       | 0          | 0  | 0  | 1      | 40     | 9       |
| 2013  | FIA World Endurance Championship Trophy for LMP2 Drivers 2013 | Race Performance    | 1       | 0          | 0  | 0  | 0      | 0      | NS      |
| 2013  | 24h Le Mans                                                   | Race Performance    | 1       | 0          | 0  | 0  | 0      | N/A    | 9       |
| 2014  | Seria GP3                                                     | Arden International | 18      | 2          | 0  | 1  | 2      | 62     | 10      |
| 2014  | European Le Mans Series - LMP2                                | Race Performance    | 1       | 0          | 0  | 0  | 0      | 12     | 20      |
| 2015  | Seria GP2                                                     | Daiko Team Lazarus  | 2       | 0          | 0  | 0  | 0      | 0      | 34      |

† – Niederhauser nie był liczony do klasyfikacji.